# BCL10
BCL10 (англ. B-cell CLL/lymphoma 10) – білок, який кодується однойменним геном, розташованим у людей на короткому плечі 1-ї хромосоми.  Довжина поліпептидного ланцюга білка становить 233 амінокислот, а молекулярна маса — 26 252.
| 10         |  | 20         |  | 30         |  | 40         |  | 50         |
| ---------- |  | ---------- |  | ---------- |  | ---------- |  | ---------- |
| MEPTAPSLTE |  | EDLTEVKKDA |  | LENLRVYLCE |  | KIIAERHFDH |  | LRAKKILSRE |
| DTEEISCRTS |  | SRKRAGKLLD |  | YLQENPKGLD |  | TLVESIRREK |  | TQNFLIQKIT |
| DEVLKLRNIK |  | LEHLKGLKCS |  | SCEPFPDGAT |  | NNLSRSNSDE |  | SNFSEKLRAS |
| TVMYHPEGES |  | STTPFFSTNS |  | SLNLPVLEVG |  | RTENTIFSST |  | TLPRPGDPGA |
| PPLPPDLQLE |  | EEGTCANSSE |  | MFLPLRSRTV |  | SRQ        |  |            |

A: Аланін

C: Цистеїн

D: Аспарагінова кислота

E: Глутамінова кислота

F: Фенілаланін

G: Гліцин

H: Гістидин

I: Ізолейцин

K: Лізин

L: Лейцин

M: Метіонін

N: Аспарагін

P: Пролін

Q: Глутамін

R: Аргінін

S: Серин

T: Треонін

V: Валін

Кодований геном білок за функцією належить до фосфопротеїнів. 
Задіяний у таких біологічних процесах як апоптоз, імунітет, ацетиляція. 
Локалізований у цитоплазмі, мембрані.